# Eine Trompete im Wadi
Eine Trompete im Wadi (hebräisch חצוצרה בוואדי Originaltitel: Chazozra ba-wadi) ist ein Roman des israelischen Schriftstellers Sami Michael. Die Erstausgabe des Buches erschien 1987. Es wurde ein internationaler Verkaufserfolg und in zahlreiche Sprachen übersetzt, darunter auch ins Deutsche.

## Inhalt
Der Roman beschreibt den Zeitraum zwischen Oktober 1981 und Juni 1982.
Die Schwestern Mary und Huda sind Teil einer christlich-arabischen Familie. Sie leben in Haifa und müssen sich in der israelischen Gesellschaft behaupten. Als Huda sich in den russisch-jüdischen Immigranten Alex verliebt, scheint der Konflikt mit ihrer Familie unvermeidlich. Die Familie besteht aus der Ich-Erzählerin Huda, ihrer Schwester Mary, ihrer Mutter (Beiname Umm Huda) und ihrem Großvater väterlicherseits, dem bejahrten Kopten Ilyas. Sie wohnen zur Miete im Haifaer Viertel Wadi Nisnas, Hausbesitzer ist der Muslim Abu Nahla.
Huda ist um die 30 Jahre alt und lebt zunächst als Single. Sie arbeitet als einzige Araberin in einem Reisebüro mit jüdischen Kollegen. In ihrer Einsamkeit leidet sie unter körperlichen Schmerzen und wird von einem  Ex-Freund als gefühlskalt beschrieben. Sie fühlt sich der israelischen Mehrheitsgesellschaft verbunden und liest in ihrer Freizeit Gedichte von Jehuda Amichai, wird jedoch von der Gesellschaft nicht akzeptiert.
Mary ist zwei Jahre jünger als ihre Schwester Huda und erscheint weitestgehend als ihre Kontrastfigur: lebenslustig, attraktiv und leichtsinnig, keiner Arbeit nachgehend. Sie verliebt sich in den verwöhnten Sohn ihres Hausbesitzers und wird von ihm schwanger. Ihre Mutter und ihr Großvater akzeptieren nicht, dass sie diesen charakterlich zweifelhaften Muslim heiraten will, und drängen auf eine Ehe mit einem christlichen Verwandten mit ungehobeltem Charakter, jedoch in wirtschaftlich sicherer Position.
In der kleinen Dachwohnung über Hudas Familie zieht nun Alex ein, ein Immigrant aus der Sowjetunion, der kaum Hebräisch spricht, am Technion studiert und nachts im Hafen als Lastenträger arbeitet. Alex’ Trompetenspiel bricht Huda das Herz. Sie verliebt sich unsterblich in den jüdischen jungen Mann und fühlt erstmals ihre Weiblichkeit. Während eines Urlaubs in Eilat wird sie von Alex schwanger. Beim Ausbruch des Libanonkrieges im Juni 1982 wird er als Reservist zum Militärdienst eingezogen.
Gegen den Schluss der Erzählung befindet sich Huda auf dem Friedhof am Karmel, dem Hausberg Haifas. Alex ist im Libanonkrieg ums Leben gekommen. Huda macht sich große Sorgen zur Identität ihres ungeborenen Sohnes: Erzieht sie ihn als Araber, wird er von der israelischen Gesellschaft abgelehnt, aber zumindest nicht in den Krieg ziehen müssen. Wenn sie ihn aber als Juden aufzieht, wird er sein Leben lang sein Judentum zu beweisen versuchen – im Wissen, dass er dereinst die Blutsverwandten seiner arabischen Mutter im Krieg bekämpfen muss.

## Rezeption
Chazozra ba-wadi wurde bald nach Erscheinen in verschiedene Sprachen übersetzt, beispielsweise auf Englisch, Deutsch, Niederländisch, Französisch und Italienisch.
Aus einer Rezension in der FAZ:

„Alex ist ein ganzer Kerl und obendrein ein differenzierter Charakter. Von hinten fällt sein kompakter, muskulöser Rücken auf, der gut zu einer Ganovenphysiognomie passen würde. Von vorne wirkt er, durch seine Brille mit den zentimeterdicken Gläsern, wie ein typischer introvertierter Intelligenzler... Die Zufälle der Wohnungssuche haben Alex ausgerechnet in das „Wadi“ genannte arabische Viertel von Haifa verschlagen. Er ist der einzige jüdische Bewohner weit und breit inmitten einer arabischen Bewohnerschaft. Tagsüber studiert er Ingenieurwissenschaften. Nachts schleppt er Säcke im Hafen von Haifa, um Geld zu verdienen. Er spricht, wiewohl in Israel lebend, nur gebrochen Hebräisch, denn seine Muttersprache ist Russisch. Er ist Jude, aber nicht besonders bewandert in der jüdischen Religion und Alltagskultur. Alex wuchs in der Sowjetunion auf, im stalinistischen Glaubensmilieu seiner Eltern, das ebenfalls erstaunlich wenig auf ihn abgefärbt hat. Alex ist eine moderne literarische Figur; als Charakter mehrdeutig, als Mensch entwurzelt, als Kulturwesen gebrochen. Im Lauf der Handlung beweist Alex noch eine andere Qualität, die als Glücksbringer. Denn erstens bewahrt er den Roman „Eine Trompete im Wadi“ des israelischen Schriftstellers Sami Michael vor dem Schicksal der Trivialität. Und zweitens bewahrt er Huda vor dem Schicksal der alten Jungfer...“

## Bearbeitungen
Der Roman wurde als Theaterstück unter der Regie von Shmuel Hasfari (* 1954) aufgeführt, zunächst 1988 im Theater Beit Lessin in Tel Aviv sowie 1998 im Theater Haifa. Zudem erschien 2001 eine Verfilmung unter der Regie von Slawa Tschaplin (1932–2013) und seiner Frau Lina.

## Ausgaben
hebräisch
- Chatsotsra baWaddi. Sifriya Laʿam 333. Am Oved, Tel Aviv 1987.

deutsch
- Eine Trompete im Wadi (חצוצרה בוואדי), Roman. Aus dem Hebr. von Inken Kraft. Berlin-Verlag, Berlin 1996, ISBN 978-3-8270-0126-9. Als Taschenbuch: Goldmann, München 1998, ISBN 978-3-442-72212-9.